# Claude Aveline

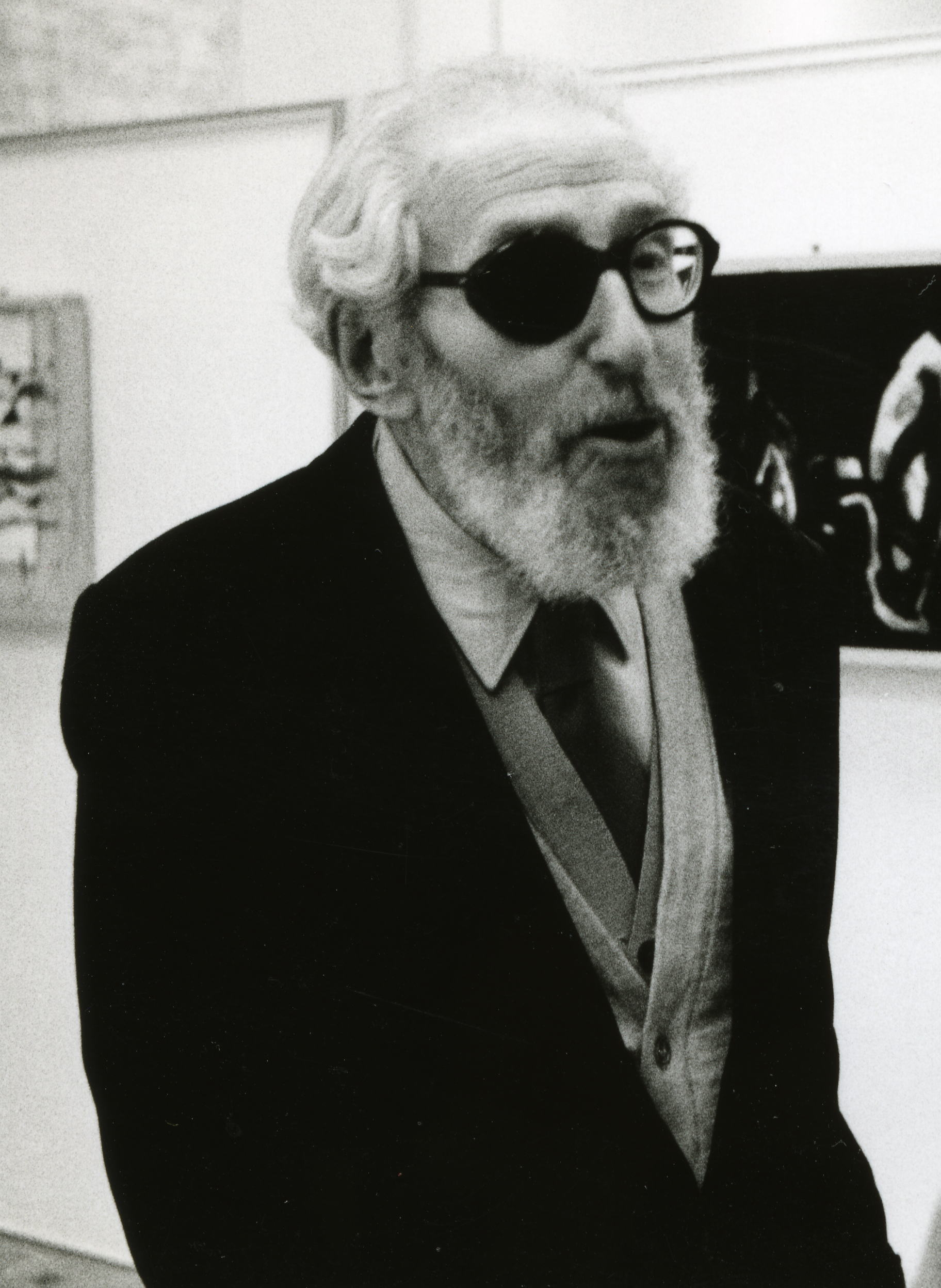
Claude Aveline, 1989

Claude Aveline, pseudônimo de Evgen Avtsine (Paris, 19 de julho de 1901 - 4 de novembro de 1992) foi escritor e poeta francês. É o autor de A vida de Dionísio, uma interessante trilogia romântica.